# Tomasz Nowakowski (urzędnik)
Tomasz Nowakowski (ur. 5 kwietnia 1974 w Strzelinie, zm. 3 grudnia 2022 w Warszawie) – polski prawnik, urzędnik państwowy i menedżer, w latach 2004–2005 i w 2007 podsekretarz i sekretarz stanu w Urzędzie Komitetu Integracji Europejskiej oraz sekretarz Komitetu Integracji Europejskiej, w latach 2005–2007 podsekretarz stanu w Ministerstwie Rozwoju Regionalnego.

## Życiorys
Syn Jana i Teresy. W 1998 został absolwentem Wydziale Prawa i Administracji Uniwersytetu Warszawskiego. Kształcił się także na Université de Poitiers, ukończył międzynarodowe studium prawa francuskiego i europejskiego. Uzyskał stopień doktora nauk prawnych.
Od 1997 do 2001 był asystentem i doradcą szefa Urzędu Komitetu Integracji Europejskiej Jarosława Pietrasa. Następnie przez trzy lata pełnił funkcję dyrektora departamentu w Urzędzie Komitetu Integracji Europejskiej. Od 6 maja 2004 do 15 listopada 2005 był sekretarzem Komitetu Europejskiego Rady Ministrów i podsekretarzem stanu w Urzędzie Komitetu Integracji Europejskiej. Od 16 listopada 2005 do 29 sierpnia 2007 zajmował stanowisko podsekretarza stanu w Ministerstwie Rozwoju Regionalnego, a następnie do 3 grudnia 2007 sekretarza stanu w UKIE i wiceprzewodniczącego KERM, a także sekretarza KIE.
Od 2008 był zawodowo związany z Grupą TP, pełnił funkcję dyrektora wykonawczego do spraw korporacyjnych. Zajmował się też działalnością doradczą.

## Odznaczenia
- Krzyż Kawalerski Orderu Odrodzenia Polski (2014)[6]
- Srebrny Medal „Zasłużony Kulturze Gloria Artis” (2005)[7]
- Komandor Orderu Gwiazdy Solidarności Włoskiej (2006)[8]